# Macrobrachium shokitai
Macrobrachium shokitai är en kräftdjursart som beskrevs av Fujino och Baba 1973. Macrobrachium shokitai ingår i släktet Macrobrachium och familjen Palaemonidae. Inga underarter finns listade i Catalogue of Life.